# Émile Maréchal
Émile Maréchal est un architecte français. Il est au début du XXe siècle l’auteur des plans de nombreuses maisons de villégiature balnéaire au Croisic.

## Biographie
Émile Maréchal est actif en tant qu'architecte au Croisic de 1912 à 1928. Il est architecte voyer de la ville du Croisic jusqu'à sa mort.
Il est le père de Gustave Maréchal, architecte actif dans les années 1930 à La Baule-Escoublac après avoir fait ses premières armes avec son père à partir de 1928 au Croisic.

## Œuvre architecturale
On lui doit en particulier au Croisic :
- une maison de villégiature balnéaire construite vers 1914[2]) ;
- la maison L'Aurore[3] ;
- la maison Cyclamen, construite en 1912 pour lui-même[4] ;
- la maison Fiorella, construite vers 1927[5]) ;
- la maison Les Genets, construite en 1909[6] ;
- la maison Jeanine-Claude, construite vers 1939[7] ;
- la maison Ker Jean-Baptiste, construite vers 1926[8] ;
- la maison de villégiature balnéaire et cure marine pour enfants dite La Lorraine : agrandissement en 1924 d'une maison construite en 1904[9] ;
- les maisons jumelles Les Lys et La Pensée, construites en 1923[10] ;
- la maison dite Madi-Andrée, construite en 1923[11] ;
- la maison Mana, construite vers 1927[12] ;
- la maison Marydis : extension vers 1921 d'une maison construite en 1910[13] ;
- la maison Santez Anna, construite vers 1923[14] ;
- la maison Les Roches Brunes, construite en 1923[15].